# Hlebkowicze
Hlebkowicze (biał. Глебкавічы, ros. Глебковичи) – wieś na Białorusi, w obwodzie mińskim, w rejonie mińskim, w sielsowiecie Kołodziszcze.